# Сенегал на Олімпійських іграх
Сенегал бере участь в Олімпійських іграх з 1960 року й не пропустив жодної літньої Олімпіади. Представники Сенегалу виступали також на деяких зимових Іграх.
В активі спортсменів Сенегалу станом на липень 2012 одна срібна медаль, здобута в Сеулі в бар'єрному бігу на 400 метрів.

## Медалісти
| Медаль | Спортсмен    | Ігри      | Вид спорту     | Дисципліна               |
| ------ | ------------ | --------- | -------------- | ------------------------ |
| Срібло | Амаду Діа Ба | Сеул 1988 | легка атлетика | біг на 400 м з бар'єрами |